# Iron Marge
Iron Marge est un épisode de la série télévisée d'animation Les Simpson. Il s'agit du sixième épisode de la trente-cinquième saison et du 756e de la série.

## Synopsis
Lorsque Marge est moquée par les femmes du quartier parce que ses enfants ne lui ont offert que des cadeaux faits maison, Bart et Lisa décident de lui acheter un beau cadeau d'anniversaire. Cependant, ils dépensent l'argent de son anniversaire pour un kit d'espionnage à la place. Après avoir entendu Marge confier à Ned qu'elle a l'impression que sa famille la considère comme une seconde pensée, Bart et Lisa, pleins de remords, cherchent à en savoir plus sur le passé de leur mère pour se racheter avec des résultats divers. Pendant ce temps, Kirk  remercie Homer de l'avoir sauvé d'un fil électrique dénudé. Homer commence alors à chercher d'autres dangers à Springfield pour alerter tout le monde, ce qui conduit à semer la panique dans toute la ville.

## Réception
Lors de sa première diffusion, l'épisode a attiré 1,92 million de téléspectateurs.